# Microsoft Flight Simulator 2024
Microsoft Flight Simulator 2024 — відеогра у жанрі авіасимулятор, що розроблена французькою компанією Asobo Studio і видана Xbox Game Studios. Гра є наступницею Microsoft Flight Simulator (2020) і вийшла 19 листопада 2024 року на Windows та Xbox Series X/S. Вона була анонсована на виставці Xbox Games Showcase 2023 11 червня 2023 року і було заявлено про режим кар'єри та систему місій. Гра розроблена на власному рушію студії Asobo.

## Ігровий процес
Нові типи місій включають повітряне пожежогасіння, повітряні пошуково-рятувальні операції, вертолітні вантажні гакові перевезення, повітряну швидку допомогу, обпилювання посівів, гірські рятувальні роботи, парашутизм, повітряне кранове будівництво, перевезення великогабаритних вантажів на Airbus Beluga, арктичні вантажні перевезення на Airbus A400M, VIP-чартерні авіаперевезення, повітряні перегони, метеорологічну розвідку, випробування експериментальних літаків і бриючого польоту на літаку A-10 Thunderbolt II. Нові типи літальних апаратів включають планери, дирижаблі, повітряні кулі та авіалайнери. Нові функції навколишнього середовища включають сніг, торнадо, полярні сяйва, міграцію тварин і стад, відстеження морських і повітряних суден у реальному часі, чотири пори року і кращі звіти про наземний трафік.
Flight Simulator 2024 є окремою грою, але Microsoft заявила, що «практично всі» доповнення, придбані на маркетплейсі Flight Simulator, будуть працювати з 2024, але не уточнили, чи будуть працювати зовнішні сторонні модифікації . 2024 привніс з собою електронний польотний планшет; покращений фізичний рушій; покращені електричні, пневматичні, паливні та гідравлічні системи літака та авіоніку; а також багатопотоковість для кращої продуктивності.

## Розробка
Над грою працювали Більш ніж 200 людей із Asobo Studio, в основному працювали над оновленням клієнта гри, для підтримки нового функціоналу. Водночас Xbox почала співпрацювати з 30 зовнішніми партнерами, які працювали над деякими аспектами ігрового процесу.
Аносовану в 2023 році, гру випустили 19 листопада 2024 року на ПК під управлінням Microsoft Windows та Xbox Series X/S.

## Огляд
| Агрегатор  | Оцінка |
| ---------- | ------ |
| Metacritic | 77/100 |

| Видання        | Оцінка |
| -------------- | ------ |
| Eurogamer      | 4/5    |
| IGN            | 9/10   |
| PC Gamer (США) | 90/100 |

Microsoft Flight Simulator 2024 отримала «загалом позитивні» відгуки за версією агрегатора рецензій Metacritic, деякі видання хвалили гру за нові елементи, покращену візуальну складову та функцію потокового відтворення ландшафту. Критика була спрямована на довгий час завантаження через великий наплив гравців, що спричинило перевантаження серверів. Пізніше це призвело до того, що гравці сиділи у віртуальних чергах протягом тривалого часу, намагаючись пограти в гру. Керівник Flight Simulator Йорг Нойманн вибачився у стрімі розробників на YouTube, який був опублікований у день виходу гри, а генеральний директор Asobo Studio Себастьян Влох заявив, що кеш бази даних був «повністю перевантажений», що призвело до проблем із завантаженням і відсутності вмісту. Ці проблеми призвели до того, що після релізу гра отримала «Переважно негативний» рейтинг на платформі Steam, а ЗМІ, включаючи GameSpot, припустили, що гра була піддана бомбардуванню рецензіями. Наступного дня на офіційному акаунті підтримки Flight Simulator на X з'явилося оновлення, в якому йшлося про те, що було додано більше серверних потужностей, але проблеми з доступом до гри тривали й надалі.